# Samuel Chevallier
Pour les articles homonymes, voir Chevallier.
Samuel Chevallier, né le 14 mai 1906 à Grandevent et mort le 26 septembre 1969 à Lausanne, est un auteur radiophonique, journaliste, dramaturge et écrivain vaudois.

## Biographie
Samuel Chevallier est scolarisé au collège d'Orbe et au gymnase de Lausanne, où il suit les enseignements du mathématicien et humoriste Henri Roorda. Il étudie ensuite le droit à l'Université de Lausanne, ainsi qu'aux universités de Heidelberg et de Cologne. Il défend une thèse de doctorat en histoire du droit à Lausanne en 1930,.
De 1934 à 1946, il est secrétaire municipal de la ville de Lausanne. Il exerce également les fonctions de secrétaire de l'Union des communes vaudoises. Il est également journaliste radiophonique, activité qu'il exerce dans un premier temps parallèlement à ses fonctions pour la ville de Lausanne. Il lance ainsi plusieurs émissions pour la Radio suisse romande, parmi lesquelles, dès 1941, une série de sketchs intitulés « Le quart d'heure vaudois ».
Il est également l'auteur de plusieurs ouvrages, de pièces radiophoniques comme L'incendie (1949) ou Le silence de la terre créée au Théâtre du Jorat en mai 1953. Il gagne le prix suisse de la Société des auteurs dramatiques de langue française en 1959.
Son nom est également lié a une initiative populaire pacifiste intitulée « pour la réduction temporaire des dépenses militaires » (familièrement appelée « l'œuf de colombe ») qu'il soutient et qui sera jugée déclarée nulle car irréalisable par l'Assemblée fédérale en 1955.

## Publications
- Lausanne En Zigzag, Neuchâtel, Éditions du Griffon, 1960
- Ces Vaudois : regard amical et souriant, Morges, Éditions Cabédita, coll. « Espace Et Horizon », 2007 (ISBN 978-2-88295-509-8 et 2-88295-509-X)
- Celle qui aima Jésus, Vevey/Le Kremlin-Bicêtre, Xenia, coll. « Le Coing », 2006, 247 p. (ISBN 2-88892-022-0) auteur : Simone et non Samuel Chevallier
- Harmonies pastorales : les bovins rustiques, sauvegarde des terroirs, Rennes, Éditions du Gerfaut, 2002, 159 p. (ISBN 2-914622-10-4, lire en ligne) ce Samuel Chevallier n'est pas l'auteur de cet ouvrage

## Sources
- « Samuel Chevallier », sur la base de données des personnalités vaudoises sur la plateforme « Patrinum » de la Bibliothèque cantonale et universitaire de Lausanne.
- Daniel Maggetti, « Samuel Chevallier » dans le Dictionnaire historique de la Suisse en ligne.
- Bibliographie Helvétia : livre d'or de la section vaudoise, 1983, 433
- Le Mois théâtral, octobre 1951 no 202, février 1956, n° 254